# EVモーターズ・ジャパン

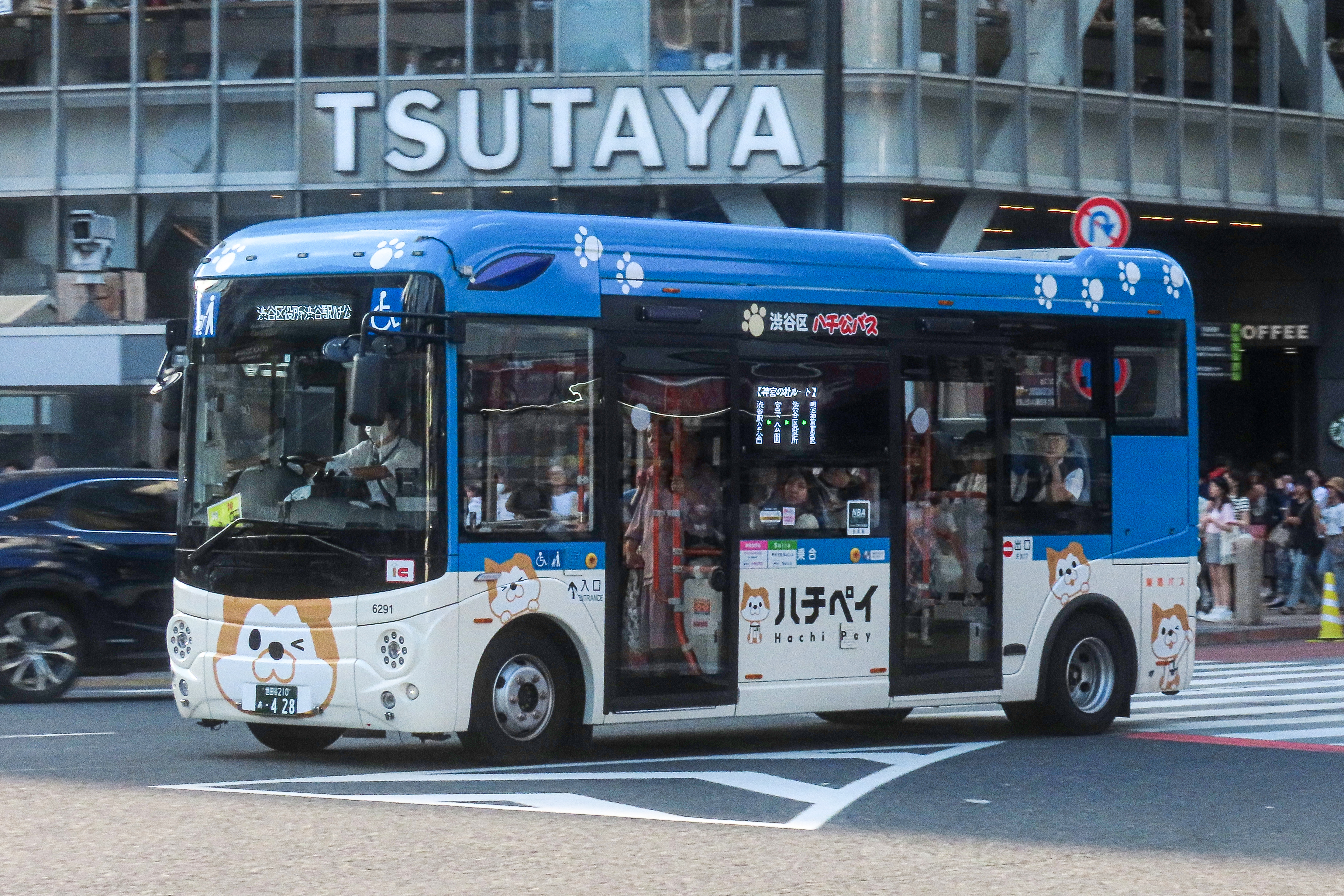
東急バス受託のハチ公バスに導入された小型電気バス「F8 series4-Mini Bus」

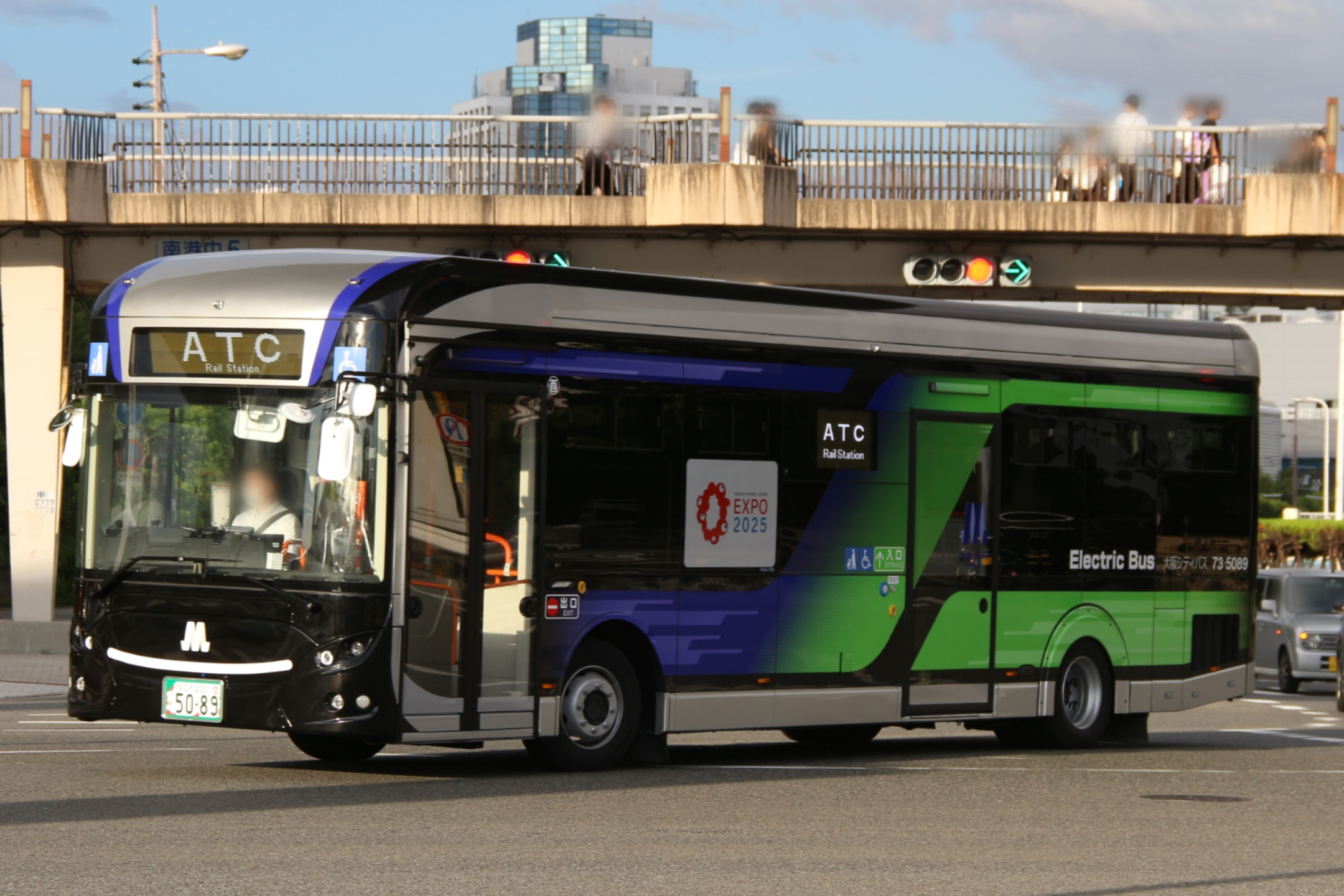
大阪シティバスに導入された大型電気バス「F8 series2-City Bus 10.5m」

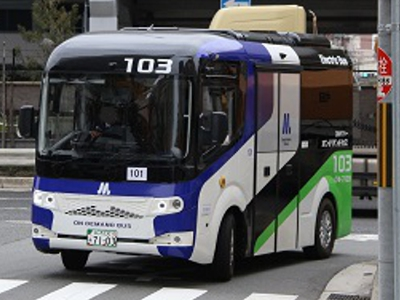
OMタクシーに導入された小型電気バス「E1乗合エアサス仕様」

株式会社EVモーターズ・ジャパン（イーブイモーターズジャパン）は、福岡県北九州市若松区白山一丁目に本社を置く自動車メーカー。

## 概要
2019年（平成31年）4月にファブレス企業として設立。日本国内向けに電気バスなどを開発・販売し、バスは中華人民共和国の「威馳騰汽車（Wisdom Motor）」に、トラックなどはWisdomのほか「中国中車（CRRC）」や「北京汽車（BAW）」などの中国メーカーに製造を委託している。
2022年（令和4年）6月には大型路線バスのデモカーが国土交通省の「標準仕様ノンステップバス認定」を取得し、同年10月には小型路線バス「F8 series4-Mini Bus」が、その後、大型路線バス「F8 series2-City Bus 10.5m」もそれぞれ認定を取得した。同年販売開始された小型路線バス「F8 series4-Mini Bus」には東芝製の新型リチウムイオン電池が搭載される。
2023年（令和5年）3月1日に消防車両の架装を行う国内最大手のモリタホールディングスと資本業務提携を結び、EV消防車を共同開発すると発表した。
2023年（令和5年）12月、北九州市内に車両の最終組み立て工場「ゼロエミッション e-PARK」が完成し、翌2024年4月を目処に中国の各メーカーから最終製品部材を輸入し、日本国内工場での最終組み立て生産方式に順次移行する予定。

## 販売車種

### バス
- V8 series1-Micro Bus 5.99m
  - マイクロバス（電気バス）
  - 全長:5.99 m
  - 全幅:2.15 m
  - 全高:2.65 m
  - 定員:11人
  - 航続距離:260 km
  - バッテリー容量:118 kWh

- V8 series1-Micro Bus 6.99m
  - マイクロバス（電気バス）
  - 全長:6.99 m
  - 全幅:2.15 m
  - 全高:2.65 m
  - 定員:20〜24人
  - 航続距離:250 km
  - バッテリー容量:118 kWh

- F8 series4-Mini Bus
  - 小型路線バス（電気バス）
  - 全長:6.99 m
  - 全幅:2.105 m
  - 全高:3.1 m
  - 定員:29人
  - 航続距離:290 km
  - バッテリー容量:114 kWh
  - 国土交通省認定ノンステップバス標準仕様車

- F8 series2-City Bus 8.8m
  - 中型路線バス（電気バス）
  - 全長:8.725 m
  - 全幅:2.35 m
  - 全高:3.1 m
  - 定員:52人
  - 航続距離:280 km
  - バッテリー容量:192 kWh

- F8 series2-City Bus 10.5m
  - 大型路線バス（電気バス）
  - 全長:10.45 m
  - 全幅:2.49 m
  - 全高:3.3 m
  - 定員:78人
  - 航続距離:280 km
  - バッテリー容量:210 kWh
  - 国土交通省認定ノンステップバス標準仕様車

- F8 series6-Coach 8.8m
  - 中型観光バス（電気バス）
  - 全長:8.85 m
  - 全幅:2.49 m
  - 全高:3.45 m
  - 定員:35人
  - 航続距離:280 km
  - バッテリー容量:210 kWh

- F8 series6-Coach 12m
  - 大型観光バス（電気バス）
  - 全長:11.96 m
  - 全幅:2.49 m
  - 全高:3.563 m
  - 定員:51人
  - 航続距離:350 km
  - バッテリー容量:350 kWh

### 物流車
- mini e物流車
  - E1 - 普通自動車免許対応。車両総重量：3.5 t、最大積載量:1.0 t[9]
  - E2 - 準中型自動車免許対応。最大積載量：2.0 t、車両総重量：5.0 t
- e物流車
  - E3 - 中型自動車免許対応。車両総重量：6.0/7.5 t
- F8 series8-S2 - 車両総重量：7.5 t、最大積載量：3.5 t[10]

### トライク
- OAK（オーク） [11]
- Bange（バンジ）
- BARÇA（バルサ） [12]

### グリーンスローモビリティ
- eグリーンスローモビリティ（4人乗り） [13]
- eグリーンスローモビリティ（6人乗り）
- ゴルフカート

## 導入実績

### 2022年（令和4年）
- 那覇バス - 4月15日に沖縄県那覇市の路線用に小型路線バス「F8 series4-Mini Bus」を2台導入[14]。翌2023年（令和5年）3月13日には小禄石嶺線[15] [16]に大型路線バス「F8 series2-City Bus 10.5m」を導入[17][18]。

### 2023年（令和5年）
2023年 納車導一覧
- フジエクスプレス - 1月16日に東京都港区コミュニティバス「ちぃばす」に小型路線バス「F8 series4-Mini Bus」を2台導入[19]。
- 伊予鉄バス - 1月25日に松山室町営業所で愛媛県松山市の路線用に大型路線バス「F8 series2-City Bus 10.5m」を1台導入[20]。
- 東急バス - 3月1日運行開始。同社が運行を受託する渋谷区コミュニティバス「ハチ公バス」神宮の杜ルートに小型路線バス「F8 series4-Mini Bus」を2台導入[21]。
- 宮城交通 - 3月21日運行開始。野村車庫管轄の仙台都心循環バス「まちのり『チョコット』withラプラス」に小型路線バス「F8 series4-Mini Bus」を2台導入[22]。
- 大新東 - 4月19日運行開始。横浜市のレイディアントシティ営業所に大型路線バス「F8 series2-City Bus 10.5m」を1台導入[23]。
- 富士急バス - 4月22日運行開始。本社営業所に大型電気バス「F8 series2-City Bus 10.5m」を1台導入[24][25]。同社では大型電気バス「BYD・K9」に次いで2例目の電気バス導入となった[26]。
- 富士急湘南バス - 4月22日運行開始。本社営業所に大型電気バス「F8 series2-City Bus 10.5m」を1台導入[24][25]。
- 富士急シティバス - 4月27日運行開始。本社営業所に大型電気バス「F8 series2-City Bus 10.5m」を1台導入[24][25]。
- 富士急モビリティ - 4月29日運行開始。本社営業所に大型電気バス「F8 series2-City Bus 10.5m」を1台導入[24][25]。
- 新日本観光自動車 - 5月14日導入。同社が受託運行する足立区コミュニティバス「はるかぜ」に小型路線バス「F8 series4-Mini Bus」が1台導入された[27]。
- 北九州市交通局 - 6月30日運行開始。若松営業所に小型路線バス「F8 serirs4-Mini Bus」が1台導入された[28][29]。
- 大阪シティバス - 7月27日運行開始。酉島営業所に大型路線バス「F8 series2-City Bus 10.5m」を3台導入した。現在は20台以上運行されている[30][31]。
- 大成建設 - 9月導入。自社技術センターとの連絡バスとして運行。
- 琉球バス交通 - 9月17日導入。同社が運行を受託している名護市コミュニティバス「なご丸」に小型路線バス「F8 serirs4-Mini Bus」が4台導入された[32]。

### 2024年（令和6年）
- 伊予鉄バス - 2024年2月20日導入。高浜駅 (愛媛県)と松山観光港を結ぶ自動運転による路線バスの運行開始に先立ち小型路線バス「F8 series4 MINI-Bus」が1台導入された[33]。
- マルイ観光バス - 2024年2月29日導入。離島路線などで運行をする予定で、小型路線バス「F8 series4 MINI-Bus」が1台導入された[34]。
- 名鉄観光バス - 刈谷営業所に中型観光バス「F8 series6-Coach」を1台導入し[35]、同年3月から「CIEL（シエル）」の愛称で運行を開始した[36]。
- 宇和島自動車 - 2024年3月6日導入。宇和島市内線にて小型路線バス「F8 series4 MINI-Bus」が2台導入された[37]。
- 三豊市 - 2024年3月6日導入。同市が運行している香川県・三豊市コミュニティバスの高瀬仁尾線にて小型路線バス「F8 series4 MINI-Bus」が1台導入され、6月30日まで実証運行を行い、10月1日から本格運行を開始した[38]。
- 京福バス - 2024年3月16日導入。福井営業所が運行するすまいるバスにおいて小型路線バス「F8 series4 MINI-Bus」が4台導入された[39]。
- 広島バス - 2024年3月25日導入。大州営業課のエキまちループにおいて使用し、大型路線バス「F8 series2-City Bus 10.5m」が2台導入された[40]。
- 阪急バス - 2024年3月27日導入。猪名川営業所に大型路線バス「F8 series2」が4台導入された[41]。
- 鹿児島市交通局 - 2024年3月27日導入。新栄営業所において中型路線バス「F8 series2（8.8ｍ車)」が2台、日本国内で初めて導入された[42]。
- 富士急モビリティ - 3月27日導入。本社営業所に大型電気バス「F8 series2-City Bus 10.5m」を1台を追加導入。
- 西鉄バス宗像 - 2024年4月1日運行開始予定。同社が受託運行を行う宗像市コミュニティバス「ふれあいバス」にて小型路線バス「F8 series4 MINI-Bus」が1台導入される[43]。
- フォーブル - 2024年4月1日導入予定。小型路線バス「F8 series4 MINI-Bus」が1台導入される[44]。
- 住友化学 - 2024年4月10日導入。千葉工場において社員送迎及び工場間の移動用に中型観光バス「F8 series6-Coach」が1台導入される[45]。
- おきえらぶフローラルホテル - 2024年6月3日導入。宿泊者の送迎用として小型路線バス「F8 series4 MINI-Bus」が1台導入される[46]。

### 2025年（令和7年）
- OMタクシー - オンデマンドバス用に小型乗合バス「E1乗合 エアサス仕様」が28台導入された[47]。
- 川崎市交通局 - 2025年3月3日導入。塩浜営業所の一般路線用に大型路線バス「F8 series2」が3台導入された[48]。
- 大分バス - 2025年3月22日導入。大分中央営業所の一般路線用に大型路線バス「F8 series2」が1台導入された[49]。
- 弘南バス - 2025年3月22日導入。弘前営業所の土手町循環バスにおいて中型路線バス「F8 series2（8.8ｍ車)」が2台導入された[50]。
- 筑後市 - 2025年4月7日運行開始予定。筑後南小学校のスクールバスとして、EVマイクロバス「V8 series1-Micro Bus 6.99m」が4台導入された。スクールバスの電動化は国内初[51]。
- 北陸鉄道 - 2025年4月上旬運行開始予定。金沢営業所が受託運行を行う金沢ふらっとバスの此花ルートの車両に小型路線バス「F8 series4 MINI-Bus」が1台導入された[52]。
- 箱根登山バス - 小田原営業所の一般路線用に大型路線バス「F8 series2-City Bus 10.5m」を2台導入し、4月20日から運行を開始した[53]。